# Kiełbaska
Kiełbaska, česky lze přeložit jako Klobáska, je řeka ve středním Polsku. Je to levý přítok řeky Warta z povodí veletoku Odra z úmoří Baltského moře. Většina toku (horní a střední část) se nachází v okrese Turek (Powiat turecki) a menší dolní část v okrese Koło (Powiat kolski) ve Velkopolském vojvodství.

## Popis toku řeky

### Pramen řeky
Prameny řeky se nacházejí v nadmořské výšce cca 138 m, na úpatí morény z doby ledové - Wał Malanowski, u vesnice Żdżenice a obce Malanów ve Gmině Malanów (okres Turek).

### Tok řeky a jeho využití
Kiełbaska má délku 45 km a protéká nížinami přes Turek, Brudzew a Kościelec. Voda řeky se využívá především v průmyslu, elektrárenství a zemědělství. Dle údajů z roku 1999 byla voda silně znečištěná a neodpovídala platným normám. V současnosti je již kvalita vody podstatně lepší a dokonce se zde i rybaří. Část dolního tohu je sjízdná pro vodáky. Řeka také podtéká dálnici A2.

### Ústí řeky
Soutok Kiełbasky a Warty je cca 5 km od města Koło poblíž vesnice Waki.

### Přítoky
- Kanał Folusz
- Kanał Obrzębiński
- Mała Kiełbaska
- Struga Janiszewska

## Galerie

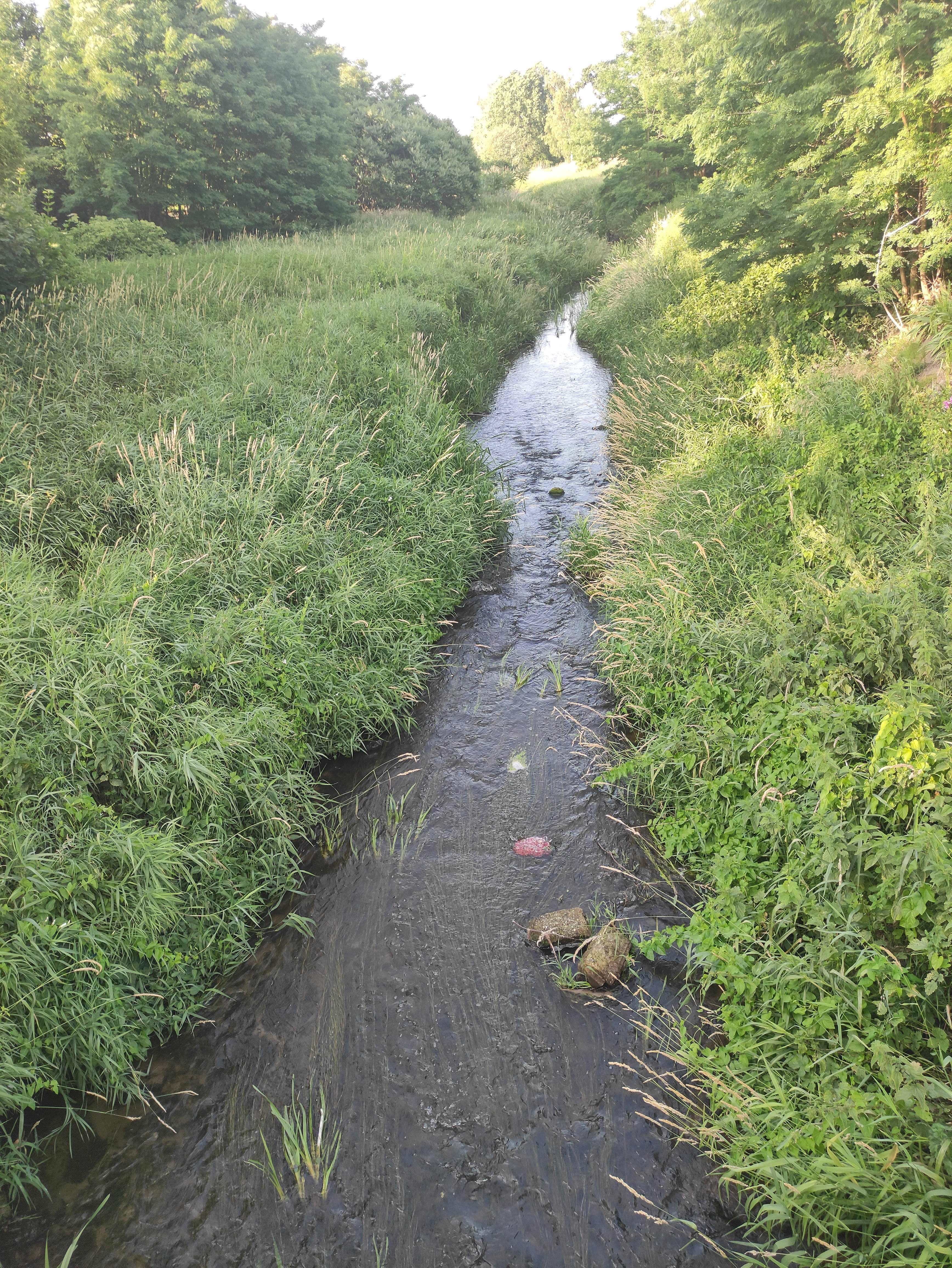
Kiełbaska, Brudzew
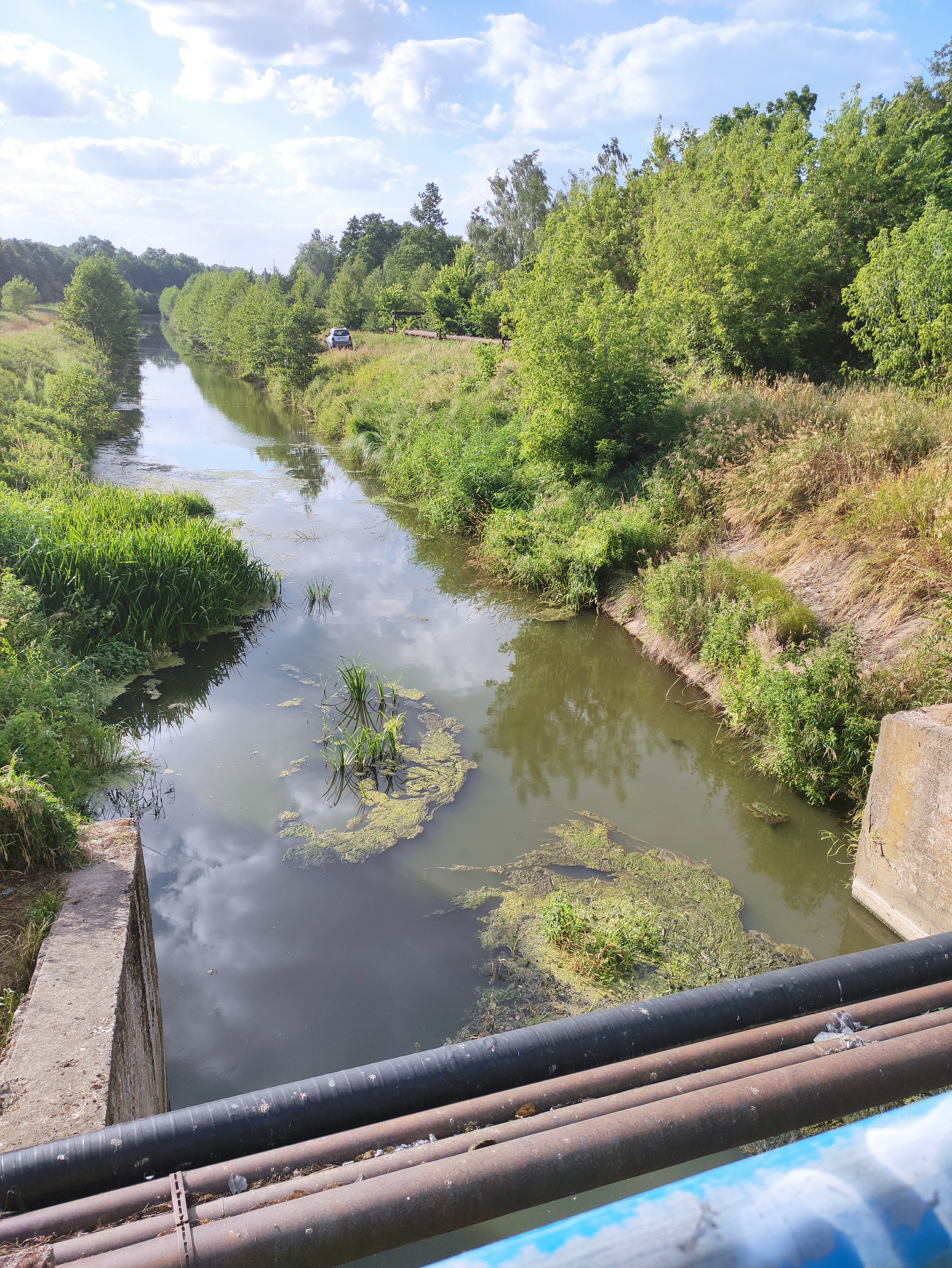
Kiełbaska, Laski